# Saison 9 de The Voice Kids (France)
 (octobre 2023).
Si vous disposez d'ouvrages ou d'articles de référence ou si vous connaissez des sites web de qualité traitant du thème abordé ici, merci de compléter l'article en donnant les références utiles à sa vérifiabilité et en les liant à la section « Notes et références ».
 (octobre 2023).
- Si vous ne connaissez pas le sujet, laissez ce bandeau (vous pouvez alors contacter les auteurs).
- Si vous supprimez le contenu mis en cause (vous pouvez préalablement contacter les auteurs),

argumentez précisément cette suppression dans la page de discussion
(un manque de référence n'est pas un argument ; une recherche réelle de référence doit avoir été effectuée, être formellement documentée).
 (octobre 2023).
 (octobre 2023).
La saison 9 de The Voice Kids réalisé par Tristan Carné  et Didier Froehly est diffusée sur TF1 du 4 juillet 2023 au 29 août 2023.

## Participants

### Coachs et présentateurs
L'émission est présentée par :
- Nikos Aliagas, sur le plateau et pendant l'accueil des familles ;
- Karine Ferri, dans les coulisses et sur le plateau.

Le jury est composé de :
- Slimane, auteur-compositeur-interprète français et vainqueur de la saison 5 de The Voice : La Plus Belle Voix
- Kendji Girac, chanteur français et vainqueur de la saison 3 de The Voice : La Plus Belle Voix
- Nolwenn Leroy, autrice-compositrice-interprète française et gagnante de la saison 2 de Star Academy
- Patrick Fiori, auteur-compositeur-interprète français

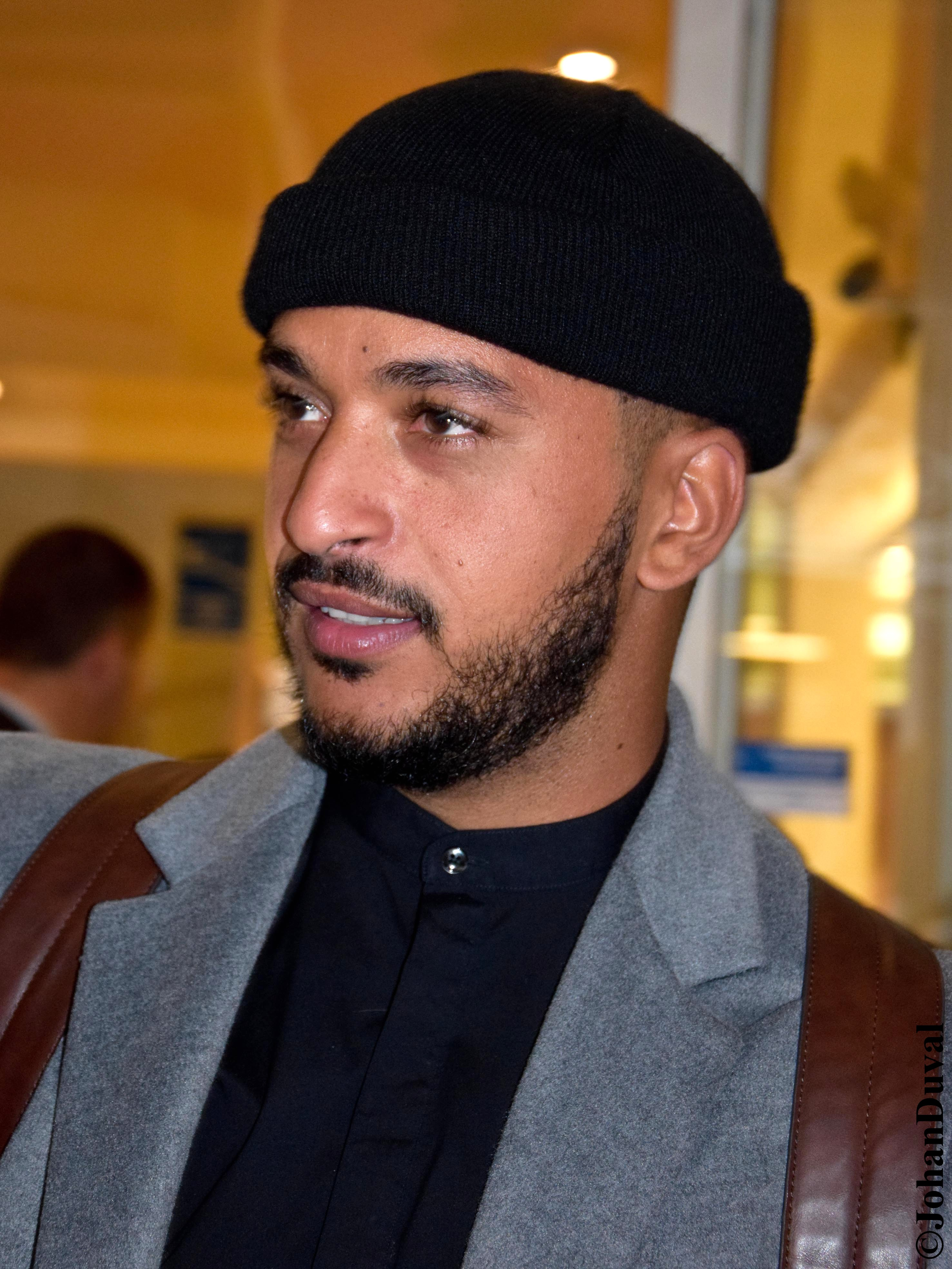
Slimane
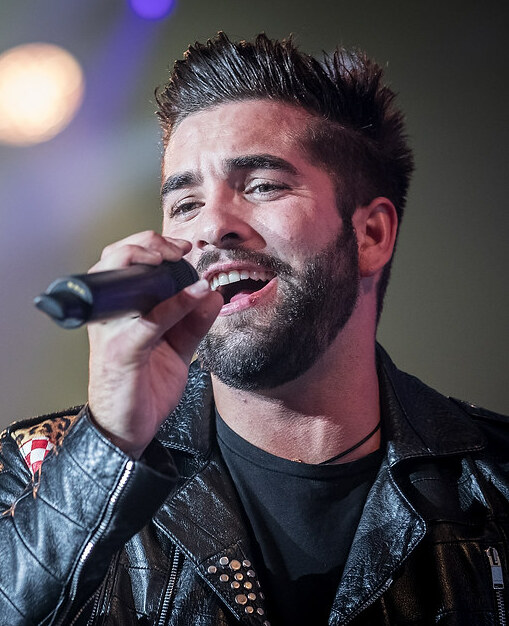
Kendji Girac
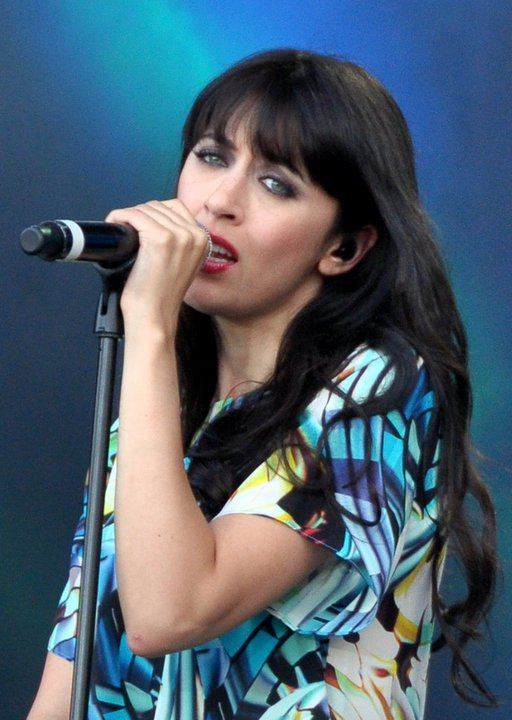
Nolwenn Leroy
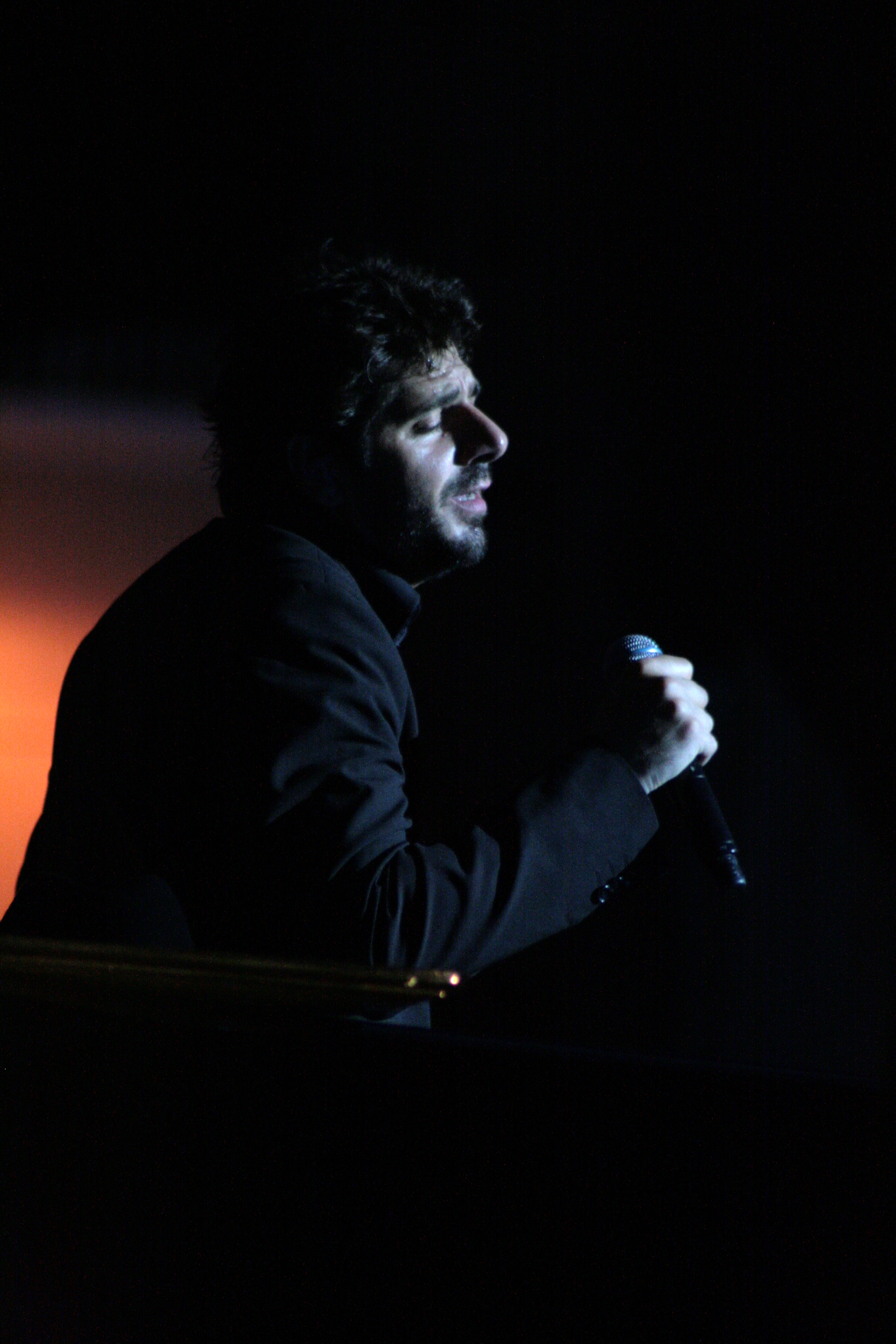
Patrick Fiori

### Candidats
- Vainqueur
- Deuxième

| Étapes                  | #  | Slimane   | Kendji Girac | Nolwenn Leroy | Patrick Fiori |
| ----------------------- | -- | --------- | ------------ | ------------- | ------------- |
| Finalistes              | 1  | Durel     | Ilyana       | Lou-Agathe    | Lucie         |
| Éliminés en demi-finale | 2  | Sheryne   | Lina         | Oriane        | Nathan        |
| Éliminés en demi-finale | 3  | Maëlys    | Théo         | Élise         | Matisse       |
| Éliminés en demi-finale | 4  | Jade M.   | Taiyo        | Iskandar      | Lucas         |
| Éliminés aux Battles    | 5  | Sacha P.  | Valentin     | Lya           | Mathéo        |
| Éliminés aux Battles    | 6  | Leïla     | Jade S.      | Margaux       | Zoé G.        |
| Éliminés aux Battles    | 7  | Lilou     | Zoé A.       | Eileen        | Madeleine     |
| Éliminés aux Battles    | 8  | Maëlys M. | Tahys        | Arthur        | Léonor        |
| Éliminés aux Battles    | 9  | Léandro   | Raphaël      | Mahé          | Eugénie       |
| Éliminés aux Battles    | 10 | Esteban   | Emma         | Eva           | Aurélien      |
| Éliminés aux Battles    | 11 | Romane    | Marika       | Maxence C.    | Néo           |
| Éliminés aux Battles    | 12 | Adam      | Bella        | Charlie       | Léna          |

## Déroulement

### Étape 1: Les auditions à l'aveugle
Le principe est, pour chaque coach, de choisir les meilleurs candidats présélectionnés par la production. Lors des prestations de chaque candidat, chaque juri et futur coach est assis dans un fauteuil, dos à la scène et face au public, et écoute la voix du candidat sans le voir (d'où le terme « auditions à l'aveugle »). Lorsqu'il estime qu'il est en présence d'un bon candidat, le juré appuie sur un buzzer devant lui, qui retourne alors son fauteuil face au candidat, ce qui signifie que le juré, qui découvre enfin physiquement le candidat, est prêt à coacher le candidat et le veut dans son équipe. Si le juré est seul à s'être retourné, alors le candidat va par défaut dans son équipe. Par contre, si plusieurs jurés se retournent, c'est alors au candidat de choisir quel coach il veut rejoindre.
Cette saison voit évoluer la règle du « Block » qui est remplacée par le « Super Block ». Cette nouvelle règle permet à un coach de bloquer un confrère jusqu'au choix définitif du talent (donc encore utilisable après la prestation du talent) et non plus avant que celui-ci ne se retourne.
Légende

#### Épisode 1: les auditions à l'aveugle (1)
Le premier épisode est diffusé le mardi 4 juillet 2023 à 21 h 10.
Les coachs ont interprété J'y vais de Patrick Fiori et Florent Pagny
| Ordre | Candidat | Âge | Localisation                        | Chanson                                         | Choix des coachs et des candidats | Choix des coachs et des candidats | Choix des coachs et des candidats | Choix des coachs et des candidats |
| Ordre | Candidat | Âge | Localisation                        | Chanson                                         | Slimane                           | Kendji Girac                      | Nolwenn Leroy                     | Patrick Fiori                     |
| ----- | -------- | --- | ----------------------------------- | ----------------------------------------------- | --------------------------------- | --------------------------------- | --------------------------------- | --------------------------------- |
| 1     | Sheryne  | 11  | Le Havre, Seine-Maritime            | Who's Lovin' You - The Jackson Five             | Le coach a buzzé sur ce candidat  | Le coach a buzzé sur ce candidat  | Le coach a buzzé sur ce candidat  | Le coach a buzzé sur ce candidat  |
| 2     | Lucie    | 12  | Villeparisis, Seine-et-Marne        | Louis - Barbara Pravi                           | Patrick Fiori                     | Le coach a buzzé sur ce candidat  | Le coach a buzzé sur ce candidat  | Le coach a buzzé sur ce candidat  |
| 3     | Taiyo    | 12  | Sydney, Australie                   | Bohemian Rhapsody - Queen                       | Le coach a buzzé sur ce candidat  | Le coach a buzzé sur ce candidat  | Le coach a buzzé sur ce candidat  | Le coach a buzzé sur ce candidat  |
| 4     | Néo      | 12  | Collonges-au-Mont-d'Or, Rhône       | SOS d'un terrien en détresse - Daniel Balavoine | Le coach a buzzé sur ce candidat  | —                                 | —                                 | Le coach a buzzé sur ce candidat  |
| 5     | Mathilde | 11  | Alès, Gard                          | Santé - Stromae                                 | —                                 | —                                 | —                                 | —                                 |
| 6     | Durel    | 13  | Brunoy, Essonne                     | Stand Up - Cynthia Erivo                        | Le coach a buzzé sur ce candidat  | Le coach a buzzé sur ce candidat  | Le coach a buzzé sur ce candidat  | Le coach a buzzé sur ce candidat  |
| 7     | Lucas    | 13  | Ventiseri, Haute-Corse              | Un altra cità - Petru Guelfucci                 | Le coach a buzzé sur ce candidat  | Le coach a buzzé sur ce candidat  | Le coach a buzzé sur ce candidat  | Le coach a buzzé sur ce candidat  |
| 8     | Ilyana   | 11  | Bussy-Saint-Georges, Seine-et-Marne | La Boulette - Diam's                            | Le coach a buzzé sur ce candidat  | Le coach a buzzé sur ce candidat  | —                                 | Le coach a buzzé sur ce candidat  |
| 9     | Théo     | 12  | Morillon, Haute-Savoie              | Je te promets - Johnny Hallyday                 | Le coach a buzzé sur ce candidat  | Le coach a buzzé sur ce candidat  | —                                 | Le coach a buzzé sur ce candidat  |
| 10    | Oriane   | 15  | Casablanca, Maroc                   | Stop! - Sam Brown                               | —                                 | —                                 | Le coach a buzzé sur ce candidat  | Le coach a buzzé sur ce candidat  |
| 11    | Sacha    | 12  | Marseille, Bouches-du-Rhône         | No Time to Die - Billie Eilish                  | —                                 | —                                 | —                                 | —                                 |
| 12    | Léna     | 13  | Courtry, Seine-et-Marne             | Éternel - Hatik                                 | Le coach a buzzé sur ce candidat  | Le coach a buzzé sur ce candidat  | Le coach a buzzé sur ce candidat  | Le coach a buzzé sur ce candidat  |

#### Épisode 2: les auditions à l'aveugle (2)
Le deuxième épisode est diffusé le mardi 11 juillet 2023 à 21 h 10.
| Ordre | Candidat   | Âge | Localisation                        | Chanson                                                             | Choix des coachs et des candidats | Choix des coachs et des candidats | Choix des coachs et des candidats | Choix des coachs et des candidats |
| Ordre | Candidat   | Âge | Localisation                        | Chanson                                                             | Slimane                           | Kendji Girac                      | Nolwenn Leroy                     | Patrick Fiori                     |
| ----- | ---------- | --- | ----------------------------------- | ------------------------------------------------------------------- | --------------------------------- | --------------------------------- | --------------------------------- | --------------------------------- |
| 1     | Leonor     | 12  | Limoges, Haute-Vienne               | It's Oh So Quiet - Björk                                            | Le coach a buzzé sur ce candidat  | Le coach a buzzé sur ce candidat  | Le coach a buzzé sur ce candidat  | Le coach a buzzé sur ce candidat  |
| 2     | Arthur     | 12  | Béziers, Hérault                    | Ave Maria - Vladimir Vavilov (longtemps attribuée à Giulio Caccini) | Le coach a buzzé sur ce candidat  | —                                 | Le coach a buzzé sur ce candidat  | —                                 |
| 3     | Lou-Agathe | 15  | Sierck-les-Bains, Moselle           | Running Up that Hill - Kate Bush                                    | Nolwenn Leroy                     | Le coach a buzzé sur ce candidat  | Le coach a buzzé sur ce candidat  | Le coach a buzzé sur ce candidat  |
| 4     | Victor     | 12  | Domfront-en-Poiraie, Orne           | Chanson pour Pierrot - Renaud                                       | —                                 | —                                 | —                                 | —                                 |
| 5     | Maëlys     | 13  | Solliès-Pont, Var                   | Des milliers de je t'aime - Slimane                                 | Le coach a buzzé sur ce candidat  | Le coach a buzzé sur ce candidat  | Le coach a buzzé sur ce candidat  | Le coach a buzzé sur ce candidat  |
| 6     | Charlie    | 6   | Saint-Florent, Haute-Corse          | L'Homme à la moto - Édith Piaf                                      | —                                 | —                                 | Le coach a buzzé sur ce candidat  | —                                 |
| 7     | Matisse    | 15  | Monaco                              | Save Your Tears - The Weeknd                                        | Le coach a buzzé sur ce candidat  | Le coach a buzzé sur ce candidat  | Le coach a buzzé sur ce candidat  | Le coach a buzzé sur ce candidat  |
| 8     | Zoé Genard | 12  | Hévillers, Belgique                 | Et si tu n'existais pas - Joe Dassin                                | Le coach a buzzé sur ce candidat  | Le coach a buzzé sur ce candidat  | Le coach a buzzé sur ce candidat  | Le coach a buzzé sur ce candidat  |
| 9     | Maé Trouan | 14  | Albi, Tarn                          | Wrecking Ball - Miley Cyrus                                         | —                                 | —                                 | —                                 | —                                 |
| 10    | Lilou      | 14  | Montlouis-sur-Loire, Indre-et-Loire | Kid - Eddy de Pretto (version de Barbara Pravi)                     | Le coach a buzzé sur ce candidat  | Le coach a buzzé sur ce candidat  | Le coach a buzzé sur ce candidat  | Le coach a buzzé sur ce candidat  |
| 11    | Gabriel    | 10  | Cesson-Sévigné, Ille-et-Vilaine     | Le Dernier Jour du disco - Juliette Armanet                         | —                                 | —                                 | —                                 | —                                 |
| 12    | Tahys      | 10  | Grenoble, Isère                     | Marley - Danakil                                                    | —                                 | Le coach a buzzé sur ce candidat  | —                                 | —                                 |

#### Épisode 3: les auditions à l'aveugle (3)
Le troisième épisode est diffusé le mardi 18 juillet 2023 à 21 h 10.
| Ordre | Candidat     | Âge | Localisation                        | Chanson                                                                         | Choix des coachs et des candidats | Choix des coachs et des candidats | Choix des coachs et des candidats | Choix des coachs et des candidats |
| Ordre | Candidat     | Âge | Localisation                        | Chanson                                                                         | Slimane                           | Kendji Girac                      | Nolwenn Leroy                     | Patrick Fiori                     |
| ----- | ------------ | --- | ----------------------------------- | ------------------------------------------------------------------------------- | --------------------------------- | --------------------------------- | --------------------------------- | --------------------------------- |
| 1     | Jade Mathieu | 14  | Montréal, Canada                    | All by Myself - Céline Dion                                                     | Le coach a buzzé sur ce candidat  | Le coach a buzzé sur ce candidat  | Le coach a buzzé sur ce candidat  | Slimane                           |
| 2     | Nathan       | 9   | Linas, Essonne                      | Nini la chance - Annie Cordy                                                    | —                                 | Le coach a buzzé sur ce candidat  | Le coach a buzzé sur ce candidat  | Le coach a buzzé sur ce candidat  |
| 3     | Marika       | 14  | Izeaux, Isère                       | À fleur de toi - Vitaa (version de Slimane)                                     | Le coach a buzzé sur ce candidat  | Le coach a buzzé sur ce candidat  | —                                 | —                                 |
| 4     | Léandro      | 7   | Issy-les-Moulineaux, Hauts-de-Seine | Je vole - Michel Sardou                                                         | Le coach a buzzé sur ce candidat  | Le coach a buzzé sur ce candidat  | Le coach a buzzé sur ce candidat  | Le coach a buzzé sur ce candidat  |
| 5     | Flavia       | 14  | Sarrebourg, Moselle                 | I Dreamed a Dream - Claude-Michel Schonberg                                     | —                                 | —                                 | —                                 | —                                 |
| 6     | Mahé         | 15  | Puget-sur-Argens, Var               | I'm Not the Only One - Sam Smith                                                | —                                 | Le coach a buzzé sur ce candidat  | Le coach a buzzé sur ce candidat  | —                                 |
| 7     | Bella        | 11  | Saint-Raphaël, Var                  | Ton nom - Amel Bent                                                             | —                                 | Le coach a buzzé sur ce candidat  | —                                 | —                                 |
| 8     | Maxence      | 11  | Sinceny, Aisne                      | Les Démons de minuit - Images                                                   | —                                 | —                                 | —                                 | —                                 |
| 9     | Maëlys M.    | 13  | Marseille, Bouches-du-Rhône         | Another Love - Tom Odell                                                        | Le coach a buzzé sur ce candidat  | Le coach a buzzé sur ce candidat  | Le coach a buzzé sur ce candidat  | Le coach a buzzé sur ce candidat  |
| 10    | Mathéo       | 14  | Oraison, Alpes-de-Haute-Provence    | Bande organisée - Jul feat. SCH, Kofs, Naps, Soso Maness, Elams, Houari & Solda | Le coach a buzzé sur ce candidat  | —                                 | Le coach a buzzé sur ce candidat  | Le coach a buzzé sur ce candidat  |
| 11    | Noa          | 14  | Fontenay-Saint-Père, Yvelines       | Ой, у вишневому саду (Oh, dans la cerisaie) - Chant traditionnel ukrainien      | —                                 | —                                 | —                                 | —                                 |
| 12    | Margaux      | 14  | Belfort, Territoire de Belfort      | As It Was - Harry Styles                                                        | Le coach a buzzé sur ce candidat  | Le coach a buzzé sur ce candidat  | Le coach a buzzé sur ce candidat  | Le coach a buzzé sur ce candidat  |

#### Épisode 4: les auditions à l'aveugle (4)
Le quatrième épisode est diffusé le mardi 25 juillet 2023 à 21 h 10.
| Ordre | Candidat  | Âge | Localisation                         | Chanson                                             | Choix des coachs et des candidats | Choix des coachs et des candidats | Choix des coachs et des candidats | Choix des coachs et des candidats |
| Ordre | Candidat  | Âge | Localisation                         | Chanson                                             | Slimane                           | Kendji Girac                      | Nolwenn Leroy                     | Patrick Fiori                     |
| ----- | --------- | --- | ------------------------------------ | --------------------------------------------------- | --------------------------------- | --------------------------------- | --------------------------------- | --------------------------------- |
| 1     | Madeleine | 14  | L'Haÿ-les-Roses, Val-de-Marne        | Imagine - John Lennon (majoritairement en arménien) | Le coach a buzzé sur ce candidat  | Le coach a buzzé sur ce candidat  | Le coach a buzzé sur ce candidat  | Le coach a buzzé sur ce candidat  |
| 2     | Esteban   | 7   | Ambleteuse, Pas-de-Calais            | La Tendresse - Bourvil                              | Le coach a buzzé sur ce candidat  | —                                 | Le coach a buzzé sur ce candidat  | —                                 |
| 3     | Lina      | 13  | Avignon, Vaucluse                    | Corps - Yseult                                      | Kendji Girac                      | Le coach a buzzé sur ce candidat  | Le coach a buzzé sur ce candidat  | Le coach a buzzé sur ce candidat  |
| 4     | Romane    | 14  | Narbonne, Aude                       | Writing's on the Wall - Sam Smith                   | Le coach a buzzé sur ce candidat  | Le coach a buzzé sur ce candidat  | Le coach a buzzé sur ce candidat  | Le coach a buzzé sur ce candidat  |
| 5     | Romain    | 14  | Longvic, Côte-d'Or                   | Sweet Child O' Mine - Guns N'Roses                  | —                                 | —                                 | —                                 | —                                 |
| 6     | Eileen    | 14  | Bailleau-Armenonville, Eure-et-Loir, | Panis Angelicus - César Franck                      | —                                 | Le coach a buzzé sur ce candidat  | Le coach a buzzé sur ce candidat  | —                                 |
| 7     | Nawelle   | 7   | Bailleau-Armenonville, Eure-et-Loir  | J'ai vu - Niagara                                   | —                                 | —                                 | —                                 | —                                 |
| 8     | Adam      | 13  | Levallois-Perret, Hauts-de-Seine     | Trouble - Elvis Presley                             | Le coach a buzzé sur ce candidat  | —                                 | —                                 | —                                 |
| 9     | Valentin  | 13  | Grasse, Alpes-Maritimes              | Control - Zoe Wees                                  | —                                 | Le coach a buzzé sur ce candidat  | Le coach a buzzé sur ce candidat  | —                                 |
| 10    | Emma      | 12  | Lausanne, Suisse                     | Halo - Beyoncé                                      | —                                 | Le coach a buzzé sur ce candidat  | Le coach a buzzé sur ce candidat  | —                                 |
| 11    | Eva       | 13  | Le Rove, Bouches-du-Rhône            | Cassé - Nolwenn Leroy                               | —                                 | —                                 | Le coach a buzzé sur ce candidat  | —                                 |
| 12    | Iskandar  | 12  | Nantes, Loire-Atlantique             | Set Fire to the Rain - Adele                        | Le coach a buzzé sur ce candidat  | Le coach a buzzé sur ce candidat  | Le coach a buzzé sur ce candidat  | Le coach a buzzé sur ce candidat  |

#### Épisode 5: les auditions à l'aveugle (5)
Le cinquième épisode est diffusé le mardi 1er août 2023 à 21 h 10.
| Ordre | Candidat   | Âge | Localisation                       | Chanson                                                                                      | Choix des coachs et des candidats | Choix des coachs et des candidats | Choix des coachs et des candidats | Choix des coachs et des candidats |
| Ordre | Candidat   | Âge | Localisation                       | Chanson                                                                                      | Slimane                           | Kendji Girac                      | Nolwenn Leroy                     | Patrick Fiori                     |
| ----- | ---------- | --- | ---------------------------------- | -------------------------------------------------------------------------------------------- | --------------------------------- | --------------------------------- | --------------------------------- | --------------------------------- |
| 1     | Aurélien   | 12  | Paris                              | With or Without You - U2                                                                     | —                                 | Le coach a buzzé sur ce candidat  | —                                 | Le coach a buzzé sur ce candidat  |
| 2     | Jade S.    | 13  | Vaux-le-Pénil, Seine-et-Marne      | La Grenade - Clara Luciani                                                                   | —                                 | Le coach a buzzé sur ce candidat  | —                                 | —                                 |
| 3     | Leïla      | 13  | Casablanca, Maroc                  | Siniya - Nass El Ghiwane                                                                     | Le coach a buzzé sur ce candidat  | Le coach a buzzé sur ce candidat  | —                                 | —                                 |
| 4     | Raphaël    | 12  | Fragnes-la-Loyère, Saône-et-Loire  | Hold My Hand - Lady Gaga                                                                     | —                                 | Le coach a buzzé sur ce candidat  | Le coach a buzzé sur ce candidat  | —                                 |
| 5     | Mila       | 9   | Vilnius, Lituanie                  | Proud Mary - Creedence Clearwater Revival (version d'Ike and Tina Turner)                    | —                                 | —                                 | —                                 | —                                 |
| 6     | Eugénie    | 10  | Bécon-les-Granits, Maine-et-Loire  | Mashup (That Look You Give That Guy - Eels / Le Coup de soleil - Richard Cocciante) - Angèle | Le coach a buzzé sur ce candidat  | Le coach a buzzé sur ce candidat  | Le coach a buzzé sur ce candidat  | Le coach a buzzé sur ce candidat  |
| 7     | Élise      | 13  | Amiens, Somme                      | Going Under - Evanescence                                                                    | —                                 | —                                 | Le coach a buzzé sur ce candidat  | Équipe complète                   |
| 8     | Sacha P.   | 15  | Saint-Caprais-de-Bordeaux, Gironde | Je suis - Bigflo et Oli                                                                      | Le coach a buzzé sur ce candidat  | —                                 | —                                 | Équipe complète                   |
| 9     | Lya        | 14  | Saint-Joseph, Martinique           | Shallow - Bradley Cooper & Lady Gaga                                                         | Équipe complète                   | Le coach a buzzé sur ce candidat  | Le coach a buzzé sur ce candidat  | Équipe complète                   |
| 10    | Maxence C. | 12  | Saint-Georges-d'Espéranche, Isère  | Nantes - Barbara                                                                             | Équipe complète                   | —                                 | Le coach a buzzé sur ce candidat  | Équipe complète                   |
| 11    | Zineb      | 14  | Casablanca, Maroc                  | Hero - Mariah Carey                                                                          | Équipe complète                   | —                                 | Équipe complète                   | Équipe complète                   |
| 12    | Zoé A.     | 14  | Port-la-Nouvelle, Aude             | Dance Monkey - Tones and I                                                                   | Équipe complète                   | Le coach a buzzé sur ce candidat  | Équipe complète                   | Équipe complète                   |

À l'issue des auditions à l'aveugle, les quatre équipes sont constituées comme suit :
| Slimane   | Kendji Girac | Nolwenn Leroy | Patrick Fiori |
| --------- | ------------ | ------------- | ------------- |
| Sheryne   | Taiyo        | Oriane        | Lucie         |
| Durel     | Ilyana       | Arthur        | Néo           |
| Maëlys    | Théo         | Lou-Agathe    | Lucas         |
| Lilou     | Tahys        | Charlie       | Léna          |
| Jade M.   | Marika       | Mahé          | Léonor        |
| Léandro   | Bella        | Margaux       | Matisse       |
| Maëlys M. | Lina         | Eileen        | Zoé G.        |
| Esteban   | Valentin     | Eva           | Nathan        |
| Romane    | Emma         | Iskandar      | Mathéo        |
| Adam      | Jade S.      | Élise         | Madeleine     |
| Leïla     | Raphaël      | Lya           | Aurélien      |
| Sacha P.  | Zoé A.       | Maxence C.    | Eugénie       |

### Étape 2: lesBattles
Au sein de leur équipe, chaque coach a formé des trios de candidats, selon leur registre vocal, pour chanter une chanson choisie par le coach. Chaque coach est épaulé par un artiste dans son coaching : Patrick Fiori est accompagné de Christophe Willem et Ycare, Slimane est accompagné de Vitaa et Claudio Capéo, Nolwenn Leroy est accompagnée de Joyce Jonathan et Bilal Hassani et Kendji Girac est accompagné de Wejdene et Soolking. À chaque prestation de trio, l'un des trois talents est qualifié par son coach pour l'étape suivante, la demi-finale. Les deux autres candidats sont éliminés du concours.
Légende
- Le talent a remporté la Battle
- Le talent a perdu la Battle

#### Épisode 6: les Battles (1)
Le sixième épisode est diffusé le mardi 8 août 2023 à 21 h 10.
Les coachs ont interprété Le Blues du businessman de Starmania.
| Coach         | Ordre | Gagnant  | Chanson                                                                | Perdants   |
| ------------- | ----- | -------- | ---------------------------------------------------------------------- | ---------- |
| Slimane       | 1     | Durel    | Je suis un homme - Zazie                                               | Adam       |
| Slimane       | 1     | Durel    | Je suis un homme - Zazie                                               | Romane     |
| Patrick Fiori | 2     | Lucie    | Si, maman si - France Gall                                             | Léna       |
| Patrick Fiori | 2     | Lucie    | Si, maman si - France Gall                                             | Néo        |
| Nolwenn Leroy | 3     | Oriane   | Le Pouvoir des fleurs - Laurent Voulzy                                 | Charlie    |
| Nolwenn Leroy | 3     | Oriane   | Le Pouvoir des fleurs - Laurent Voulzy                                 | Maxence C. |
| Kendji Girac  | 4     | Taiyo    | Isn't She Lovely? - Stevie Wonder                                      | Bella      |
| Kendji Girac  | 4     | Taiyo    | Isn't She Lovely? - Stevie Wonder                                      | Marika     |
| Slimane       | 5     | Maëlys   | Vois sur ton chemin - Jean-Baptiste Maunier (BO du film Les Choristes) | Esteban    |
| Slimane       | 5     | Maëlys   | Vois sur ton chemin - Jean-Baptiste Maunier (BO du film Les Choristes) | Léandro    |
| Patrick Fiori | 6     | Nathan   | Animaux fragiles - Ycare & Zaz                                         | Aurélien   |
| Patrick Fiori | 6     | Nathan   | Animaux fragiles - Ycare & Zaz                                         | Eugénie    |
| Kendji Girac  | 7     | Théo     | L'Envie d'aimer - Daniel Lévi                                          | Emma       |
| Kendji Girac  | 7     | Théo     | L'Envie d'aimer - Daniel Lévi                                          | Raphaël    |
| Nolwenn Leroy | 8     | Iskandar | Destin - Céline Dion                                                   | Eva        |
| Nolwenn Leroy | 8     | Iskandar | Destin - Céline Dion                                                   | Mahé       |

#### Épisode 7: les Battles (2)
Le septième épisode est diffusé le mardi 15 août 2023 à 21 h 10.
| Coach         | Ordre | Gagnant    | Chanson                                         | Perdants  |
| ------------- | ----- | ---------- | ----------------------------------------------- | --------- |
| Patrick Fiori | 1     | Matisse    | Believer - Imagine Dragons                      | Léonor    |
| Patrick Fiori | 1     | Matisse    | Believer - Imagine Dragons                      | Madeleine |
| Slimane       | 2     | Jade M.    | Respire encore - Clara Luciani                  | Maëlys M. |
| Slimane       | 2     | Jade M.    | Respire encore - Clara Luciani                  | Lilou     |
| Nolwenn Leroy | 3     | Élise      | Over the Rainbow - Judy Garland                 | Arthur    |
| Nolwenn Leroy | 3     | Élise      | Over the Rainbow - Judy Garland                 | Eileen    |
| Kendji Girac  | 4     | Ilyana     | Coup de vieux - Bigflo et Oli feat. Julien Doré | Tahys     |
| Kendji Girac  | 4     | Ilyana     | Coup de vieux - Bigflo et Oli feat. Julien Doré | Zoé A.    |
| Patrick Fiori | 5     | Lucas      | Casting - Christophe Maé                        | Zoé G.    |
| Patrick Fiori | 5     | Lucas      | Casting - Christophe Maé                        | Mathéo    |
| Kendji Girac  | 6     | Lina       | Easy on Me - Adele                              | Jade S.   |
| Kendji Girac  | 6     | Lina       | Easy on Me - Adele                              | Valentin  |
| Nolwenn Leroy | 7     | Lou-Agathe | What About Us - Pink                            | Margaux   |
| Nolwenn Leroy | 7     | Lou-Agathe | What About Us - Pink                            | Lya       |
| Slimane       | 8     | Sheryne    | Rolling in the Deep - Adele                     | Leïla     |
| Slimane       | 8     | Sheryne    | Rolling in the Deep - Adele                     | Sacha P.  |

À l'issue des Battles, les équipes sont ainsi constituées :
| Slimane | Kendji Girac | Nolwenn Leroy | Patrick Fiori |
| ------- | ------------ | ------------- | ------------- |
| Durel   | Taiyo        | Oriane        | Lucie         |
| Maëlys  | Théo         | Iskandar      | Nathan        |
| Jade M. | Ilyana       | Élise         | Matisse       |
| Sheryne | Lina         | Lou-Agathe    | Lucas         |

### Étape 3: la demi-finale
Le huitième épisode est diffusé le mardi 22 août 2023 à 21 h 10.
Légende
- Sauvé(e) pour la finale
- Éliminé(e) de la compétition

| Coach         | Ordre | Talent     | Chanson                                                           | Résultat |
| ------------- | ----- | ---------- | ----------------------------------------------------------------- | -------- |
| Kendji Girac  | 1     | Taiyo      | I Will Survive - Gloria Gaynor                                    | Éliminé  |
| Kendji Girac  | 2     | Théo       | L'Envie - Johnny Hallyday                                         | Éliminé  |
| Kendji Girac  | 3     | Ilyana     | Et bam - Mentissa                                                 | Sauvée   |
| Kendji Girac  | 4     | Lina       | Tourner la tête - Amel Bent                                       | Éliminée |
| Patrick Fiori | 5     | Lucas      | Le Sud - Nino Ferrer                                              | Éliminé  |
| Patrick Fiori | 6     | Matisse    | Shivers - Ed Sheeran                                              | Éliminé  |
| Patrick Fiori | 7     | Nathan     | Ne partez pas sans moi - Céline Dion                              | Éliminé  |
| Patrick Fiori | 8     | Lucie      | Popcorn salé - Santa                                              | Sauvée   |
| Slimane       | 9     | Jade M.    | I Have Nothing - Whitney Houston                                  | Éliminée |
| Slimane       | 10    | Maëlys     | Poupée de cire, poupée de son - France Gall                       | Éliminée |
| Slimane       | 11    | Durel      | Habibi - Kendji Girac                                             | Sauvé    |
| Slimane       | 12    | Sheryne    | Listen - Beyoncé                                                  | Éliminée |
| Nolwenn Leroy | 13    | Iskandar   | The Show Must Go On - Queen                                       | Éliminé  |
| Nolwenn Leroy | 14    | Lou-Agathe | Paradis perdus - Christophe (version de Christine and the Queens) | Sauvée   |
| Nolwenn Leroy | 15    | Élise      | Legends Never Die - Against The Current                           | Éliminée |
| Nolwenn Leroy | 16    | Oriane     | Monopolis - France Gall (Starmania)                               | Éliminée |

À l'issue de la demi-finale, les équipes sont ainsi constituées :
| Slimane | Kendji Girac | Nolwenn Leroy | Patrick Fiori |
| ------- | ------------ | ------------- | ------------- |
| Durel   | Ilyana       | Lou-Agathe    | Lucie         |

### Étape 4: la finale
Le neuvième épisode est diffusé le mardi 29 août 2023 à 21 h 10.
Calogero est présent pour cette finale en tant que Super Coach, et y interprète sa nouvelle chanson Le hall des départs en duo avec Marie Poulain.
Légende
- Sauvé(e) par le public
- Éliminé(e) de la compétition

| Coach         | Ordre | Talent     | Chanson                                                  | En duo avec   | Résultat |
| ------------- | ----- | ---------- | -------------------------------------------------------- | ------------- | -------- |
| Patrick Fiori | 1     | Lucie      | La Grenade - Clara Luciani                               | —             | Sauvée   |
| Patrick Fiori | 5     | Lucie      | Lucie - Pascal Obispo                                    | Pascal Obispo | Sauvée   |
| Kendji Girac  | 2     | Ilyana     | Le Temps - Tayc                                          | Tayc          | Éliminée |
| Kendji Girac  | 7     | Ilyana     | Ne me quitte pas - Jacques Brel                          | —             | Éliminée |
| Slimane       | 3     | Durel      | La Bohème - Charles Aznavour                             | —             | Sauvé    |
| Slimane       | 6     | Durel      | Hymne à l'amour - Édith Piaf                             | Chimène Badi  | Sauvé    |
| Nolwenn Leroy | 4     | Lou-Agathe | People Help the People - Cherry Ghost (version de Birdy) | —             | Éliminée |
| Nolwenn Leroy | 8     | Lou-Agathe | Longtemps - Amir                                         | Amir          | Éliminée |

| Coach         | Ordre | Talent | Chanson               | Résultat |
| ------------- | ----- | ------ | --------------------- | -------- |
| Patrick Fiori | 1     | Lucie  | Voilà - Barbara Pravi | Deuxième |
| Slimane       | 2     | Durel  | Voilà - Barbara Pravi | Gagnant  |

## Audiences
| Type    | Épisode                          | Jour                                           | Horaire de diffusion                          | Nombre de téléspectateurs | Parts de marché sur les 4 ans et plus | Classement des audiences de la soirée | Référence |        |
| ------- | -------------------------------- | ---------------------------------------------- | --------------------------------------------- | ------------------------- | ------------------------------------- | ------------------------------------- | --------- | ------ |
| Type    | Auditions à l'aveugle            | 1                                              | Mardi 4 juillet 2023 (Audition à l'aveugle 1) | 21 h 14-22 h 24           | 2 830 000                             | 15,2 %                                | 2e        | [ 20 ] |
| Type    | Auditions à l'aveugle            | 1                                              | Mardi 4 juillet 2023 (Audition à l'aveugle 1) | 22 h 33-23 h 29           | 2 670 000                             | 20,2 %                                | 1er       | [ 20 ] |
| 2       | Auditions à l'aveugle            | Mardi 11 juillet 2023 (Audition à l'aveugle 2) | 21 h 15-22 h 21                               | 3 380 000                 | 19,7 %                                | [ 21 ]                                | 1er       |        |
| 2       | Auditions à l'aveugle            | Mardi 11 juillet 2023 (Audition à l'aveugle 2) | 22 h 30-23 h 24                               | 3 210 000                 | 25,7 %                                | [ 21 ]                                | 1er       |        |
| 3       | Auditions à l'aveugle            | Mardi 18 juillet 2023 (Audition à l'aveugle 3) | 21 h 14-22 h 17                               | 3 540 000                 | 21,3 %                                | [ 22 ]                                | 1er       |        |
| 3       | Auditions à l'aveugle            | Mardi 18 juillet 2023 (Audition à l'aveugle 3) | 22 h 25-23 h 19                               | 3 300 000                 | 25,2 %                                | [ 22 ]                                | 1er       |        |
| 4       | Auditions à l'aveugle            | Mardi 25 juillet 2023 (Audition à l'aveugle 4) | 21 h 15-22 h 19                               | 3 290 000                 | 18 %                                  | [ 23 ]                                | 1er       |        |
| 4       | Auditions à l'aveugle            | Mardi 25 juillet 2023 (Audition à l'aveugle 4) | 22 h 28-23 h 21                               | 2 930 000                 | 21,3 %                                | [ 23 ]                                | 1er       |        |
| 5       | Auditions à l'aveugle            | Mardi 1er août 2023 (Audition à l'aveugle 5)   | 21 h 15-22 h 10                               | 3 720 000                 | 21 %                                  | [ 24 ]                                | 1er       |        |
| 5       | Auditions à l'aveugle            | Mardi 1er août 2023 (Audition à l'aveugle 5)   | 22 h 19-23 h 11                               | 3 430 000                 | 24,6 %                                | [ 24 ]                                | 1er       |        |
| Battles |                                  |                                                |                                               |                           |                                       |                                       | 1er       |        |
| 6       | Mardi 8 août 2023 (Battles 1)    | 21 h 15-22 h 22                                | 3 210 000                                     | 19,2 %                    | [ 25 ]                                |                                       | 1er       |        |
| 6       | Mardi 8 août 2023 (Battles 1)    | 22 h 30-23 h 28                                | 2 900 000                                     | 24,1 %                    | [ 25 ]                                |                                       | 1er       |        |
| 7       | Mardi 15 août 2023 (Battles 2)   | 21 h 14-22 h 17                                | 2 690 000                                     | 16 %                      | 3e                                    | [ 26 ]                                |           |        |
| 7       | Mardi 15 août 2023 (Battles 2)   | 22 h 26-23 h 26                                | 2 380 000                                     | 17,3 %                    | 3e                                    | [ 26 ]                                |           |        |
| Lives   |                                  |                                                |                                               |                           |                                       |                                       |           |        |
| 8       | Mardi 22 août 2023 (Demi-finale) | 21 h 16-22 h 26                                | 3 080 000                                     | 18,2 %                    | 2e                                    | [ 27 ]                                |           |        |
| 8       | Mardi 22 août 2023 (Demi-finale) | 22 h 35-23 h 44                                | 2 700 000                                     | 24,3 %                    | 2e                                    | [ 27 ]                                |           |        |
| 9       | Mardi 29 août 2023 (Finale)      | 21 h 11-22 h 18                                | 3 250 000                                     | 17,3 %                    | 2e                                    | [ 28 ]                                |           |        |
| 9       | Mardi 29 août 2023 (Finale)      | 22 h 26-23 h 28                                | 2 850 000                                     | 22,2 %                    | 2e                                    | [ 28 ]                                |           |        |

Légende :
En fond vert = Les plus hauts chiffres d'audiences/PDM
En fond rouge = Les plus bas chiffres d'audiences/PDM